# Cynthia Brandão
Cynthia Helaine Brandão (Belo Horizonte, 11 de fevereiro de 1977) é uma ex-voleibolista indoor brasileira que servindo as categorias de base da Seleção Brasileira conquistou a medalha de ouro na edição do Campeonato Sul-Americano Infantojuvenil de 1994 no Peru.

## Carreira
Aos treze anos de idade começou a praticar o voleibol após insistência de um professor de Educação Física da escola que estudou, enxergava nela um potencial devido a sua estatura que chamava atenção naquele tempo, resistiu ao máximo até se interessar totalmente pela modalidade.
Após conquistar torneios e destacar-se individualmente, no ano de 1994 foi convocada para a Seleção Brasileira, categoria infantojuvenil, para disputar a edição do Campeonato Sul-Americano em Trujillo (Peru) e conquistou a medalha de ouro, época que foi bastante incentivada por seu tio que era o aficionado pelo vôlei, pois, conciliava estudos e treinamentos, aproximadamente cinco horas por dia de treinamento. E logo após o título continental citado disputou pela primeira vez a Superliga Brasileira A 1994-95 pelo Econômico CAP/Sparta finalizando na sétima colocação.
Em 1995 se machucou na sequência e não voltou mais a atuar profissionalmente, permanecendo neste clube até então. Depois deu continuidade aos estudos formando-se pela Pontifícia Universidade Católica de Minas Gerais, chegando a exercer nesta instituição o cargo de Coordenadora de Processos de Docentes, na Pró-reitoria de Recursos Humanos.
Na categoria máster atuou pela AABB/BH  em  diversos campeonatos nacionais e internacionais, treinando cerca de duas vezes por semana, conciliando com sua profissão e vida pessoal, so ficando inativa após o nascimento de sua filha Ana Luiza que nasceu em 11 de novembro de 2009, retornando a competir em 2010.
Em 2014 disputou a edição do Campeonato Mineiropelo AABB/Comercialterminando na quinta colocação

## Títulos e resultados
- Campeonato Mineiroː5° lugar (2014)[7]